# Claude Matthy
Claude Matthy, Claude von Matthy, Claude von Mathy, Matty, Matthaei (ur. 1637 w Paryżu, zm. 1706 w Gdańsku) – kupiec i dyplomata francuski.
Kupiec paryski, który przyjechał do Gdańska w 1677, zaś rok później dzięki protekcji Jana III Sobieskiego uzyskał obywatelstwo tego miasta. Po kilkuletniej półoficjalnej działalności przedstawicielskiej na rzecz Francji w Gdańsku, oficjalnie nominowany rezydentem i komisarzem królewskim Francji tamże w 1704, którą to funkcję pełnił do 1706.
Następnie funkcję rezydenta Francji w Gdańsku pełnił też jego syn Louis Matthy (1706-1748).